# Gomoljasta cvolina
Gomoljasta cvolina  (lat. Geocaryum cynapioides, sin. Huetia cynapioides), vrsta štitarke raširene po Mediteranu, Italija (Abruzzi) i Hrvatska. Nekada je uključivana u rod Huetia, što je sinonim za Geocaryum.

## Sinonimi
- Biasolettia congesta (Boiss. & Heldr.) Nyman; Syll. Fl. Eur., Suppl.: 28 (1865)
- Biasolettia cynapioides (Guss.) Drude; Engl. & Prantl. Pflanzenf. 3(8): 150 (1897), isonym
- Biasolettia cynapioides (Guss.) H.Karst.; Pharm. Med. Bot. 857 (1882)
- Biasolettia tuberosa W.D.J.Koch; Flora 19(1): 163 (1836)
- Bunium cynapioides (Guss.) Bertol.; Fl. Ital. 3: 217 (1839)
- Chaerophyllum biasolettii Beck; Ann. K. K. Naturhist. Hofmus. 10: 212 (1895)
- Freyera biasolettiana Rchb.; Handb. Nat. Pfl.-Syst.: 291 (1837)
- Freyera cynapioides (Guss.) Griseb.; Spicil. Fl. Rumel. 1: 366 (1843)
- Freyera tuberosa (W.D.J.Koch) Rchb.; Handb. Nat. Pfl.-Syst.: 291 (1837)
- Huetia cynapioides (Guss.) P.W.Ball; Feddes Repert. 79: 16 (1968)
- Myrrhis cynapioides Guss.; Rar. 127. t. 24 (1826)